# Sinematic
Sinematic es el sexto álbum de estudio del músico canadiense Robbie Robertson, publicado por la compañía discográfica Universal Music Group el 20 de septiembre de 2019. El álbum es el primer trabajo discográfico de Robertson en ocho años, desde el lanzamiento de How to Become Clairvoyant en 2011, y su publicación coincide con el estreno del documental Once Were Brothers: Robbie Robertson and The Band en el Festival Internacional de Cine de Toronto el 5 de septiembre. El álbum, producido por el propio Robertson, cuenta con la colaboración de artistas invitados como Derek Trucks, Jim Keltner, Van Morrison y Citizen Cope, entre otros. 
La grabación de Sinematic se inspiró en el trabajo de Robertson creando música para la película de Martin Scorsese El irlandés. Según Robertson: "Estaba trabajando en música para El irlandés y trabajando en el documental, y estas cosas sangraban entre sí. Pude ver un camino. Las ideas para las canciones sobre cosas inquietantes, violentas y bellas se arremolinaban como una película. Sigues ese sonido y todo empieza a tomar forma justo frente a tus oídos".
La publicación de Sinematic fue precedida por el sencillo "I Heard You Paint Houses", que cuenta con la colaboración de Van Morrison.

## Lista de canciones
| N.º | Título                    | Duración |  |
| 1.  | «I Hear You Paint Houses» | 5:03     |  |
| 2.  | «Once Were Brothers»      | 4:24     |  |
| 3.  | «Dead End Kid»            | 3:58     |  |
| 4.  | «Hardwired»               | 3:58     |  |
| 5.  | «Walk In Beauty Way»      | 5:37     |  |
| 6.  | «Let Love Reign»          | 5:11     |  |
| 7.  | «Shanghai Blues»          | 3:51     |  |
| 8.  | «Wandering Souls»         | 2:23     |  |
| 9.  | «Street Serenade»         | 5:06     |  |
| 10. | «The Shadow»              | 4:26     |  |
| 11. | «Beautiful Madness»       | 4:30     |  |
| 12. | «Praying For Rain»        | 4:11     |  |
| 13. | «Remembrance»             | 5:28     |  |

## Posición en listas
| País                                       | Posición |
| ------------------------------------------ | -------- |
| Bélgica (Ultratop flamenca)                | 174      |
| Escocia (Scottish Albums Chart)            | 50       |
| Estados Unidos (Billboard Top Album Sales) | 17       |